# 나우 프로덕션

나우 프로덕션(Now Production)은 주오구 (오사카시)에 본사를 둔 일본의 비디오 게임 개발사이다.

## 게임 목록

### NES
- 요괴도중기
- 와간 랜드
- 미스 팩맨

### SNES
- 요술소녀

### 게임보이
- 디그 더그

### 게임보이 어드밴스
- 바람의 크로노아: 꿈꾸는 제국
- 사일런트 스코프

### 게임 기어
- 와간 랜드

### 게임큐브
- 소닉 어드벤처
- 소닉 라이더즈

### 네오지오
- 네오 봄버맨

### PC엔진/TurboGrafx-16
- 도라에몽

### 플레이스테이션 2
- 닌자 어썰트
- 트윙클 스타 스프라이츠
- 소닉 라이더즈

### 플레이스테이션 포터블
- 피안도

### Wii
- 마리오 슈퍼 슬러거

### 엑스박스
- 소닉 라이더즈

### 엑스박스 360
- 뷰티플 괴혼